# Sant'Angelo in Macerata
Sant'Angelo è una frazione del comune  di Mercato San Severino, in provincia di Salerno.

## Geografia fisica
Sant'Angelo in Macerata, sulla strada provinciale SP4 Mercato San Severino - Nocera Superiore (Camerelle), comprende nel suo territorio, gli antichi casali di Carratù e Marcella (Via Marcello - Via Torrione), con la Torre romana di Marcello, e le località di Abbadessa, Bagnarosoli, Casa Giordano,  Santa Croce e Valle-Marigliano.
Confina con le frazioni di Curteri, San Vincenzo e Acquarola.

## Storia
La denominazione "Macerata" (ad maceratam) deriva dalla macerazione della canapa e del lino, attività redditizia in questi luoghi, nei secoli scorsi.
Le prime notizie sulla chiesa locale risalgono al 980.
La chiesa di Maria SS. del Carmine, oggi del Rosario, è gestita dalla confraternita laicale omonima e si data alla prima metà del VI secolo. Essa presenta un'antica navata priva di cappelle e coperta da una volta a botte. Organo e campanile della chiesa sono del '700. Di recente sono stati scoperti interessanti affreschi, per lungo tempo nascosti da calce bianca.
La chiesa parrocchiale, dedicata all'Arcangelo Michele, fu fondata in età longobarda e ristrutturata dopo il 1688. Nel 2012 il parroco Don Antonio Sorrentino ha ristrutturato la facciata della chiesa e ricostruito il campanile.
La chiesa di S. Giovanni Battista con un importante monte di pietà, è barocca ad unica navata con volta lavorata a stucco. Vi si conservano tele di Michele Angelo Iannacci, pittore napoletano del XVIII secolo.
Il Romitorio della Santa Croce, su amena collina, è stato ristrutturato di recente.
La Torre romana di Marcello, rimaneggiata nel Medio Evo, è l'unica testimonianza dell'Oppidum Rota.
Un'altra ristrutturazione è avvenuta nel 2023 a seguito dell'anno giubilare , con l'aggiunta alla chiesa di Maria SS. del Rosario di una porta in bronzo che era stata offerta dalla comunità

## Società

### Istituzioni, enti e associazioni
- Comando Stazione Vigili Urbani - Città di Mercato San Severino
- Scuola elementare e materna D.Gennaro De Angelis[2]
- Associazione socio-culturale Agosto a Sant'Angelo

## Sport
- Campo Sportivo Anna Caponigro